# Niemojki
Niemojki – wieś sołecka w Polsce położona w województwie mazowieckim, w powiecie łosickim, w gminie Łosice.
W latach 1975–1998 miejscowość administracyjnie należała do województwa bialskopodlaskiego.
We wsi tej znajduje się XVIII-wieczny kościół siedziba parafii pw. św. Apostołów Piotra i Pawła, przedszkole i szkoła, a także kilka prywatnych przedsiębiorstw oraz stacja kolejowa Niemojki.

## Linki zewnętrzne

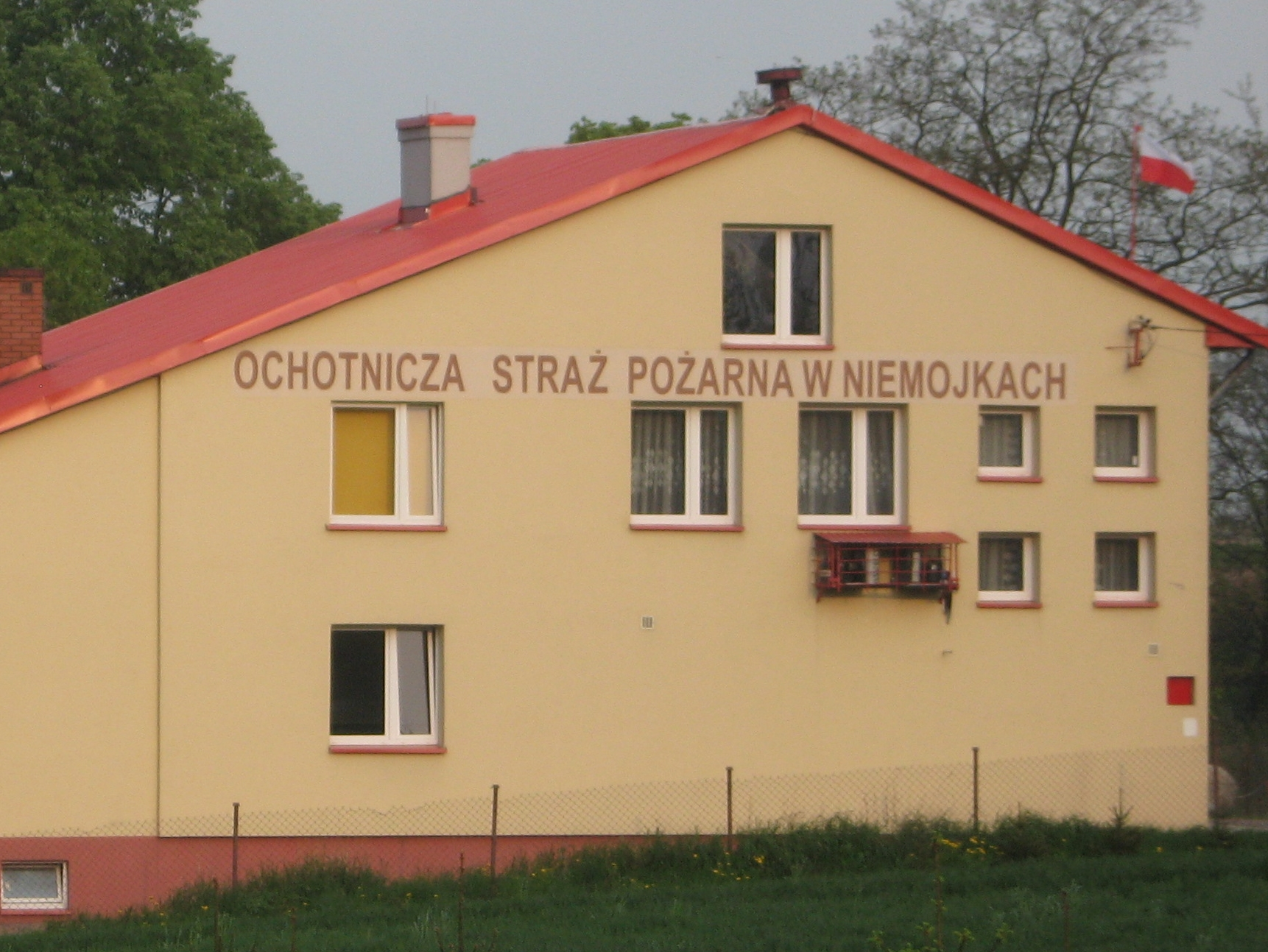
Ochotnicza Straż Pożarna
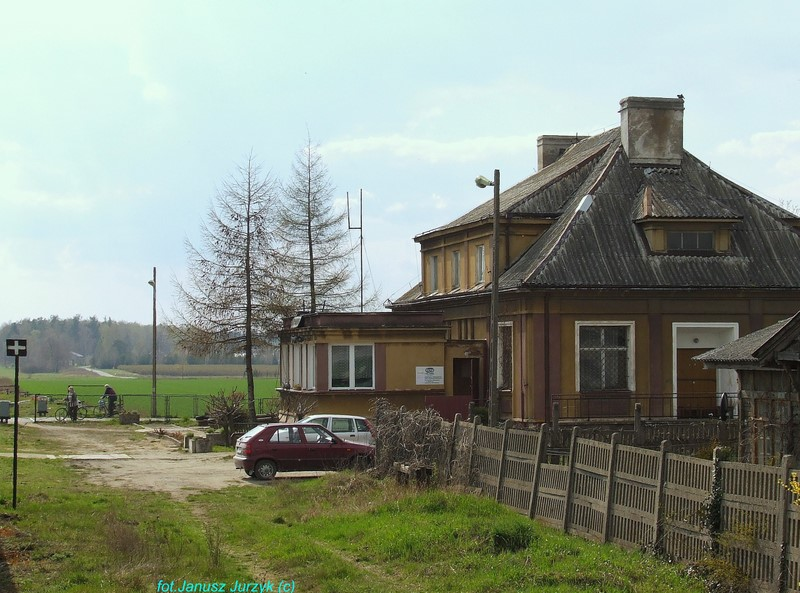
Stacja kolejowa Niemojki